# Vincotto
Vincotto è una parola generica che in Basilicata, Puglia e Calabria sta ad indicare il mosto fresco di uva cotto. È prodotto da varietà di uve rosse e bianche coltivate in Puglia.
Il Vincotto deriva dalla semplice e lenta riduzione del mosto fresco d'uva fino a raggiungere la consistenza di uno sciroppo dal gusto perfettamente rotondo e dolce adatto per la preparazione di dolci e bibite. Ha un sapore dolce e non può essere quindi considerato un aceto.
In Salento si produce una versione salentina del vincotto: Vincotto salentino. Sempre in Salento il Vincotto è chiamato "Cuettu" (parola dialettale che sta a significare cotto).

## Storia
Il vincotto o mosto cotto era prodotto sin dai tempi degli antichi Romani. Il mosto cotto di uva anticamente aveva due versioni (Sapa e Defrutto) in ragione della concentrazione ottenuta. Secondo Columella, (I sec. d.C.) il mosto d'uva ridotto di un terzo prende il nome di "defrutum", mentre se ridotto della metà prende il nome di "sapa".
I Romani usavano il mosto cotto come ingrediente per arricchire carni ed altri piatti e nelle torte come edulcorante; prima che venisse introdotto l'uso dello zucchero di canna veniva anche mischiato al miele. Usavano anche il mosto cotto diluito con acqua come una dolce bibita energetica, o come base per creare un "vino" romano fortemente inebriante. La cucina di Apicio (II secolo) fa largo uso di defrutum.
Il succo di frutti dolci (mela cotogna, fichi, carrube) nell'antico Occidente veniva bollito e concentrato ottenendo così altre tipologie di mosto cotto che non è un vincotto in quanto non deriva dall'uva.

## Uso in cucina
In Basilicata, il vino cotto (noto come "mir' cutt'") è un ingrediente essenziale di alcuni piatti tipici come la "lagana chiapputa", piatto di pasta a base di frutta secca, il "pan minisc'", un dessert arricchito con farina, zucchero e spezie.
In Puglia è utilizzato per la preparazione di molteplici prodotti della tradizione, tra i quali spiccano le "pittule", i taralli neri, i "mustazzoli" e le "carteddate", rose fatte con un impasto particolare lavorato con olio e lievito e che vengono poi fritte e ricoperte con il Vincotto o "Cuettu". 
Con il vincotto inoltre, si preparavano già in età grecoromana e medievale ottime granite utilizzando la neve compressa nelle "neviere", grotte appositamente scavate nel sottosuolo per stipare questa rara precipitazione atmosferica dal momento che a quel tempo, nell'area della mite Terra d'Otranto, non esisteva altro modo per procurarsi il ghiaccio.

## Proprietà
Il vincotto è ricco di polifenoli antiossidanti benefici per la salute.

## Prodotti simili
In Sardegna, Romagna e nelle Marche, con lo stesso procedimento del vincotto, si produce la saba (o sapa), sciroppo dolce molto usato nella cucina tradizionale come edulcorante.
Il vincotto non si deve confondere con il quasi omonimo vino cotto, prodotto enologico tipico di Marche ed Abruzzo
In Veneto con il nome "vincotto" ci si riferisce ad una confettura fatta cucinando per mezza giornata a fuoco lento il mosto d'uva "clinton" con l'aggiunta di mele, patate americane e zucca a pezzettini.
Il "Vincotto" quindi non è un "vino cotto" non è "vin cotto" o "vicotto" ed è prodotto solo in Puglia con uve del territorio Pugliese.
Esiste anche altro prodotto simile chiamato anche Vincotto di fichi, sul nome ci sono delle polemiche, perché non è proprio un "vincotto" e non esiste un disciplinare, però anche questo prodotto, proveniente sempre da Basilicata e Puglia, è molto utilizzato e a base di fichi cotti.